# I-League
La I-League (conocida como Hero I-League por sus lazos de patrocinio con Hero MotoCorp) es una liga de fútbol profesional masculino. Desde la temporada 2022/23 corresponde al segundo nivel de fútbol en la India. Fue reemplazada como liga de primera división por la Indian Super League, la cual cual convivio como primer nivel desde 2014 hasta la oficialización como categoría de ascenso en 2022.
La competición se fundó en 2007 como sucesora de la Liga Nacional de Fútbol, y la primera temporada comenzó en noviembre de 2007. La liga se lanzó como la primera liga de fútbol profesional de primer nivel de la India con el objetivo de aumentar el grupo de jugadores para la selección nacional de India. I-League opera en un sistema de ascenso y descenso con I-League 2, el tercer nivel en el futbol de la India.
Desde el inicio de la I-League, un total de siete clubes han sido coronados campeones. Dempo ha ganado la mayor cantidad de títulos en la historia de la liga, siendo coronado campeón tres veces. Churchill Brothers, Mohun Bagan Bengaluru y Gokulam Kerala han ganado la liga dos veces. Salgaocar, Aizawl , Minerva Punjab y Chennai City lo han ganado una vez.

## Sistema de competición
La I-League se celebra entre enero y mayo y consta de un grupo único integrado por trece equipos. Está organizada por la Federación de Fútbol de la India (AIFF). Aunque hay un sistema de ascensos y descensos, la AIFF fija unos criterios económicos de obligado cumplimiento para obtener una plaza.
Siguiendo un sistema de liga, los clubes se enfrentan todos contra todos en dos ocasiones —una en campo propio y otra en campo contrario— sumando un total de veintidós jornadas. El orden de los encuentros se decide por sorteo antes de empezar la competición. La clasificación final se establece con arreglo a los puntos totales obtenidos por cada equipo: tres puntos por cada victoria, uno por cada empate y ninguno en la derrota.
El equipo que más puntos sume al final del campeonato será proclamado campeón de Liga y obtendrá una plaza para la Indian Super League, mientras que los 2 peores equipos de la liga descenderán a la tercera división, la I-League 2.
En lo que respecta a la participación de futbolistas extranjeros, se pueden inscribir un máximo de cuatro por equipo, siendo una de esas plazas exclusiva para países de la Confederación Asiática.

## Equipos temporada 2024-25
| Club               | Estado            | Ciudad       | Estadio                    | Capacidad |
| ------------------ | ----------------- | ------------ | -------------------------- | --------- |
| Aizawl             | Mizoram           | Aizawl       | Rajiv Gandhi Stadium       | 20,000    |
| Churchill Brothers | Goa               | Vasco        | Tilak Maidan               | 5,000     |
| Delhi              | Delhi             | New Delhi    | Namdhari Stadium           | 1,000     |
| Dempo              | Goa               | Panaji       | Nagoa Ground               | 10,000    |
| Gokulam Kerala     | Kerala            | Kozhikode    | EMS Stadium                | 50,000    |
| Inter Kashi        | Uttar Pradesh     | Varanasi     | Kalyani Stadium            | 20,000    |
| Namdhari           | Punjab            | Bhaini Sahib | Namdhari Stadium           | 1,000     |
| Rajasthan United   | Rajasthan         | Jaipur       | Deccan Arena               | 1,500     |
| Rajasthan United   | Rajasthan         | Jaipur       | Kalyani Stadium            | 20,000    |
| Real Kashmir       | Jammu y Cachemira | Srinagar     | TRC Turf Ground            | 11,000    |
| Shillong Lajong    | Meghalaya         | Shillong     | SSA Stadium                | 5,000     |
| Sreenidi Deccan    | Telangana         | Hyderabad    | Deccan Arena               | 1,500     |
| Sporting Bengaluru | Karnataka         | Bangalore    | Bangalore Football Stadium | 8,400     |

## Historia
El origen de la I-League se encuentra en un campeonato anterior, la National Football League, que existió desde 1996 hasta 2007 y fue el primer intento de crear una liga nacional en la India. Con la nueva estructura se quería profesionalizar el fútbol local.
La transformación del sistema de ligas se produjo a partir de la temporada 2007-08, que contó con diez participantes y cuyo primer campeón fue el Dempo SC. Al año siguiente se produjo una ampliación a doce clubes. Ese mismo año India ganó la Copa Desafío de la AFC 2008, por la que obtuvo su pase para la Copa Asiática 2011 dos décadas después. No obstante, durante mucho tiempo los equipos procedían solo de Bombay, Calcuta y Goa, las ciudades con más afición a este deporte. Por esta razón, la Federación India (AIFF) fue criticada al considerarse que no hacía lo suficiente para expandir el torneo al resto del país.
En 2010 la AIFF vendió los derechos televisivos de la I-League a una alianza formada por el grupo estadounidense IMG World y la corporación india Reliance Industries, por 700 crores de rupias (aproximadamente 105 millones de dólares estadounidenses al cambio de septiembre de 2015) durante 15 temporadas. Los nuevos dueños plantearon la transformación de la liga en un nuevo campeonato nacional con franquicias, a imagen y semejanza de la Indian Premier League de críquet. Este plan contó con la oposición frontal de los equipos de la I-League, quienes fundaron una asociación para defender sus intereses e incluso se negaron en 2012 a firmar los criterios de licencias de competición de la Confederación Asiática de Fútbol. A pesar de que la situación se normalizó en 2012, la falta de comunicación entre ambas partes se ha mantenido en las siguientes campañas. En la temporada 2015, tres de los 14 participantes fueron expulsados por no cumplir las obligaciones continentales, entre ellos el dos veces campeón Churchill Brothers.
Con la creación de la Superliga de India en 2014, se decidió que el nuevo torneo tuviese lugar entre octubre y diciembre, mientras que la I-League abarcaría de enero a mayo.

### Desplazamiento como categoría de segundo nivel
Aunque tenía tratos con la Superliga de India para la coexistencia de ambas entidades, hubo un descontento generalizado en contra de la liga y fue perdiendo popularidad y fuerza dentro del futbol de la India. Esto se dio a conocer de primera mano cuando en 2017, la AFC, máximo regente del futbol asiático, le dio una plaza a la Copa de la AFC a la superliga.
Gracias a los premios económicos y a la mayor organización, un equipo histórico como Bengaluru FCse uniría al descontento generalizado y llegaría a la superliga. Para 2021 terminarían uniéndose los equipos más populares de Calcuta, el Mohun Bagan y el East Bengal, perdiendo así, uno de los mayores atractivos sobre su liga.
Finalmente, tras varios acuerdos entre las 2 entidades federativas y la AFC, se llegaría a la conclusión de que la I-League representaría la liga de segundo nivel en la pirámide de futbol de la India. Siendo así al Punjab FC, el primer club ascendido de categoría hacia la superliga. Sin embargo, la liga todavía no adopta un sistema de ascenso y descenso tras recomendaciones federativas, pero no ha habido declaración oficial.

## Campeones por temporada

### NFL - Liga Nacional de Fútbol
| Temporada | Campeón            | Subcampeón            | Tercero               | Máximo Goleador                          | Club                           | Goles |
| --------- | ------------------ | --------------------- | --------------------- | ---------------------------------------- | ------------------------------ | ----- |
| 1996-97   | JCT FC             | Churchill Brothers SC | East Bengal FC        | Baichung Bhutia                          | JCT FC                         | 14    |
| 1997-98   | Mohun Bagan AC     | East Bengal FC        | Salgaocar SC          | Raman Vijayan                            | FC Kochin                      | 10    |
| 1998-99   | Salgaocar SC       | East Bengal FC        | Churchill Brothers SC | Philip Mensa                             | Churchill Brothers SC          | 11    |
| 1999-00   | Mohun Bagan AC     | Churchill Brothers SC | Salgaocar SC          | Igor Scirivin                            | Mohun Bagan AC                 | 11    |
| 2000-01   | East Bengal FC     | Mohun Bagan AC        | Churchill Brothers SC | Jose Ramirez Barreto                     | Mohun Bagan                    | 14    |
| 2001-02   | Mohun Bagan AC     | Churchill Brothers SC | Vasco SC              | Yusif Yakubu                             | Churchill Brothers SC          | 18    |
| 2002-03   | East Bengal FC     | Salgaocar SC          | Vasco SC              | Yusif Yakubu                             | Churchill Brothers SC          | 21    |
| 2003-04   | East Bengal FC     | Dempo SC              | Mahindra United FC    | Cristiano Junior                         | East Bengal FC                 | 15    |
| 2004-05   | Dempo SC           | Sporting Clube de Goa | East Bengal FC        | MacPherlin Dudu Omagbemi                 | Sporting Clube de Goa          | 21    |
| 2005-06   | Mahindra United FC | East Bengal FC        | Mohun Bagan AC        | Ranty Martins Soleye                     | Dempo SC                       | 13    |
| 2006-07   | Dempo SC           | JCT FC                | Mahindra United FC    | Ranty Martins Soleye Odafe Onyeka Okolie | Dempo SC Churchill Brothers SC | 16    |

### I-League (Indian League)
| Temporada | Campeón                   | Subcampeón            | Tercero               | Máximo Goleador          | Club                                  | Goles |
| --------- | ------------------------- | --------------------- | --------------------- | ------------------------ | ------------------------------------- | ----- |
| 2007-08   | Dempo SC (1)              | Churchill Brothers SC | JCT FC                | Odafe Onyeka Okolie      | Churchill Brothers SC                 | 22    |
| 2008-09   | Churchill Brothers SC (1) | Mohun Bagan AC        | Sporting Clube de Goa | Odafe Onyeka Okolie      | Churchill Brothers SC                 | 24    |
| 2009-10   | Dempo SC (2)              | Churchill Brothers SC | Pune FC               | Odafe Onyeka Okolie      | Churchill Brothers SC                 | 22    |
| 2010-11   | Salgaocar SC (1)          | East Bengal FC        | Dempo SC              | Ranty Martins Soleye     | Dempo SC                              | 30    |
| 2011-12   | Dempo SC (3)              | East Bengal FC        | Churchill Brothers SC | Ranty Martins Soleye     | Dempo SC                              | 32    |
| 2012-13   | Churchill Brothers SC (2) | Pune FC               | East Bengal FC        | Ranty Martins Soleye     | Prayag United FC                      | 26    |
| 2013-14   | Bengaluru FC (1)          | East Bengal FC        | Salgaocar SC          | Sunil Chhetri            | Bengaluru FC                          | 14    |
| 2014-15   | Mohun Bagan AC (1)        | Bengaluru FC          | Royal Wahingdoh FC    | Ranty Martins Soleye     | East Bengal FC                        | 17    |
| 2015-16   | Bengaluru FC (2)          | Mohun Bagan AC        | East Bengal FC        | Ranty Martins Soleye     | East Bengal FC                        | 12    |
| 2016-17   | Aizawl FC (1)             | Mohun Bagan AC        | East Bengal FC        | Aser Pierrick Dipanda    | Shillong Lajong FC                    | 11    |
| 2017-18   | Minerva Punjab FC (1)     | NEROCA FC             | Mohun Bagan AC        | Aser Pierrick Dipanda    | Mohun Bagan AC                        | 13    |
| 2018-19   | Chennai City FC (1)       | East Bengal FC        | Real Kashmir FC       | Pedro Manzi Willis Plaza | Chennai City FC Churchill Brothers SC | 21    |
| 2019-20   | Mohun Bagan AC (2)        | East Bengal FC        | RoundGlass Punjab FC  | Aser Pierrick Dipanda    | RoundGlass Punjab FC                  | 12    |
| 2020-21   | Gokulam Kerala FC (1)     | Churchill Brothers SC | TRAU FC               | Bidyashagar Singh        | TRAU FC                               | 12    |
| 2021-22   | Gokulam Kerala FC (2)     | Mohammedan SC         | Sreenidi Deccan FC    | Marcus Joseph            | Mohammedan SC                         | 15    |

### I-League (Como categoría de segundo nivel)
| Temporada | Campeón               | Subcampeón      | Tercero        | Máximo Goleador | Club              | Goles |
| --------- | --------------------- | --------------- | -------------- | --------------- | ----------------- | ----- |
| 2022-23   | RoundGlass Punjab (1) | Sreenidi Deccan | Gokulam Kerala | Luka Majcen     | RoundGlass Punjab | 16    |
| 2023-24   | Mohammedan (1)        | Sreenidi Deccan | Gokulam Kerala | Álex Sánchez    | Gokulam Kerela    | 19    |

## Títulos por club
| Club                  | Campeón | Años campeón     | Subcampeón | Años subcampeón        |
| --------------------- | ------- | ---------------- | ---------- | ---------------------- |
| Dempo SC              | 3       | 2008, 2010, 2012 | -          | -----                  |
| Mohun Bagan AC        | 2       | 2015, 2020       | 3          | 2009, 2016, 2017       |
| Churchill Brothers SC | 2       | 2009, 2013       | 3          | 2008, 2010, 2021       |
| Bengaluru FC          | 2       | 2014, 2016       | 1          | 2015                   |
| Gokulam Kerala FC     | 2       | 2021, 2022       | -          | -----                  |
| Salgaocar FC          | 1       | 2011             | -          | -----                  |
| Aizawl FC             | 1       | 2017             | -          | -----                  |
| Minerva Punjab FC     | 1       | 2018             | -          | -----                  |
| Chennai City FC       | 1       | 2019             | -          | -----                  |
| East Bengal FC        | -       | -----            | 4          | 2011, 2012, 2014, 2019 |
| Pune FC               | -       | -----            | 1          | 2013                   |
| NEROCA FC             | -       | -----            | 1          | 2018                   |
| Mohammedan SC         | -       | -----            | 1          | 2022                   |

## Premios

### Mejor jugador indio
| Temporada | Ganador          | Equipo                |
| --------- | ---------------- | --------------------- |
| 2008-09   | Sunil Chhetri    | East Bengal FC        |
| 2009-10   | Mohammed Rafi    | Mahindra United FC    |
| 2010-11   | Mehtab Hossain   | East Bengal FC        |
| 2011-12   | Syed Nabi        | Mohun Bagan AC        |
| 2012-13   | Lenny Rodrigues  | Churchill Brothers SC |
| 2013-14   | Balwant Singh    | Churchill Brothers SC |
| 2014-15   | Jackichand Singh | Royal Wahingdoh FC    |
| 2015-16   | Jeje Lalpekhlua  | Mohun Bagan AC        |

### Mejor jugador extranjero
| Temporada | Ganador              | Equipo                |
| --------- | -------------------- | --------------------- |
| 2008-09   | Odafe Onyeka Okolie  | Churchill Brothers SC |
| 2009-10   | Odafe Onyeka Okolie  | Churchill Brothers SC |
| 2010-11   | Roberto Mendes Silva | Dempo SC              |
| 2011-12   | Ranty Martins Soleye | Dempo SC              |
| 2012-13   | Ranty Martins Soleye | Prayag United FC      |
| 2013-14   | Darryl Duffy         | Salgaocar FC          |

### MVP de los aficionados
| Temporada | Ganador             | Equipo                |
| --------- | ------------------- | --------------------- |
| 2008-09   | Odafe Onyeka Okolie | Churchill Brothers SC |
| 2009-10   | Subrata Pal         | Pune FC               |
| 2010-11   | Mehtab Hossain      | East Bengal FC        |
| 2011-12   | Francis Fernandes   | Salgaocar FC          |
| 2012-13   | Zohib Islam Amiri   | Mumbai FC             |
| 2013-14   | Boithang Haokip     | Shillong Lajong FC    |

## Clasificación histórica
- La siguiente es la clasificación histórica de la Superliga de la India desde su formación en 2007-08 hasta finalizada la temporada 2019-20.
| N.º | Club                             | Temp. | P.D. | P.G. | P.E. | P.P. | G.F. | G.C. | Dif. | Puntos |
| --- | -------------------------------- | ----- | ---- | ---- | ---- | ---- | ---- | ---- | ---- | ------ |
| 1   | East Bengal                      | 13    | 276  | 126  | 75   | 75   | 425  | 282  | +143 | 453    |
| 2   | Mohun Bagan AC                   | 13    | 276  | 126  | 85   | 65   | 430  | 301  | +129 | 451    |
| 3   | Churchill Brothers SC            | 10    | 224  | 104  | 62   | 58   | 404  | 275  | +129 | 374    |
| 4   | Dempo SC                         | 8     | 188  | 90   | 52   | 46   | 337  | 209  | +128 | 322    |
| 5   | Salgaocar FC                     | 8     | 182  | 70   | 46   | 66   | 258  | 229  | +29  | 256    |
| 6   | Sporting Goa                     | 8     | 178  | 62   | 57   | 59   | 241  | 249  | -8   | 243    |
| 7   | Pune FC                          | 6     | 148  | 63   | 45   | 40   | 219  | 168  | +51  | 234    |
| 8   | Mumbai FC                        | 9     | 204  | 53   | 72   | 79   | 219  | 281  | -62  | 231    |
| 9   | Shillong Lajong FC               | 9     | 194  | 53   | 56   | 85   | 220  | 316  | -96  | 215    |
| 10  | United SC                        | 6     | 150  | 48   | 55   | 47   | 202  | 200  | +2   | 199    |
| 11  | Bengaluru FC                     | 4     | 78   | 42   | 20   | 16   | 131  | 79   | +52  | 146    |
| 12  | Air India FC                     | 6     | 144  | 33   | 45   | 66   | 142  | 249  | -107 | 144    |
| 13  | Aizawl FC                        | 5     | 87   | 30   | 27   | 30   | 104  | 100  | +4   | 117    |
| 14  | JCT FC                           | 4     | 92   | 29   | 27   | 36   | 93   | 100  | -7   | 114    |
| 15  | Indian Arrows                    | 6     | 130  | 27   | 32   | 71   | 112  | 203  | -91  | 113    |
| 16  | Mahindra United                  | 3     | 66   | 25   | 25   | 10   | 97   | 69   | +28  | 100    |
| 17  | Chennai City FC                  | 4     | 71   | 26   | 21   | 24   | 96   | 101  | -15  | 99     |
| 18  | Minerva Punjab FC                | 4     | 72   | 22   | 23   | 27   | 74   | 89   | -15  | 89     |
| 19  | Chirag United Club Kerala        | 4     | 96   | 22   | 23   | 51   | 96   | 160  | -64  | 89     |
| 20  | NEROCA FC                        | 3     | 54   | 21   | 13   | 20   | 72   | 72   | 0    | 76     |
| 21  | Gokulam Kerala FC                | 3     | 53   | 15   | 15   | 23   | 62   | 75   | -13  | 60     |
| 22  | Real Kashmir FC                  | 2     | 35   | 16   | 11   | 8    | 41   | 28   | +13  | 59     |
| 23  | ONGC FC                          | 2     | 52   | 12   | 19   | 21   | 55   | 76   | -21  | 55     |
| 24  | Mohammedan Calcuta SC            | 2     | 46   | 11   | 13   | 22   | 44   | 66   | -22  | 46     |
| 25  | DSK Shivajians FC                | 2     | 34   | 7    | 12   | 15   | 38   | 55   | -17  | 33     |
| 26  | Hindustan Aeronautics Limited SC | 2     | 52   | 7    | 11   | 34   | 37   | 108  | -71  | 32     |
| 27  | Royal Wahingdoh FC               | 1     | 20   | 8    | 6    | 6    | 27   | 27   | 0    | 30     |
| 28  | Rangdajied United FC             | 1     | 24   | 6    | 7    | 11   | 29   | 38   | -9   | 25     |
| 29  | TRAU FC                          | 1     | 17   | 6    | 4    | 7    | 17   | 27   | -10  | 22     |
| 30  | Bharat FC                        | 1     | 20   | 4    | 6    | 10   | 13   | 28   | -15  | 18     |
| 31  | United Sikkim FC                 | 1     | 26   | 2    | 9    | 15   | 23   | 63   | -40  | 15     |
| 32  | Vasco SC                         | 1     | 22   | 2    | 4    | 16   | 14   | 49   | -35  | 10     |